# Přírodní rezervace v Česku

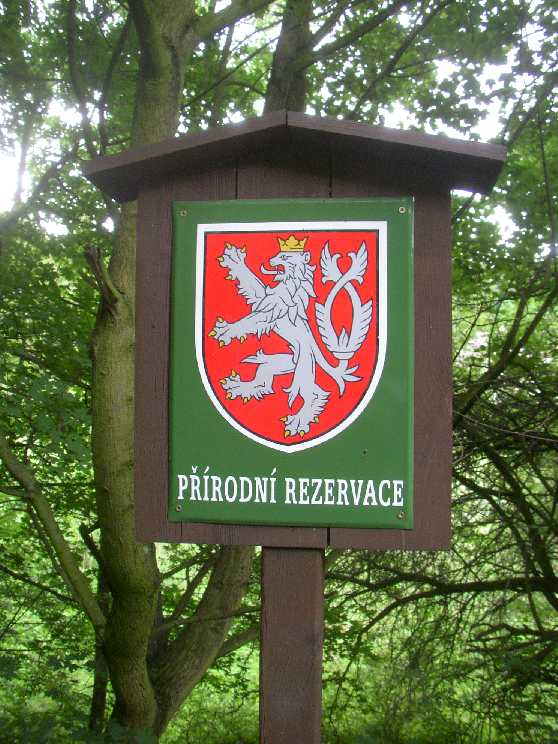
Tabule používaná v ČR k označení přírodní rezervace

Přírodní rezervace (zkratka PR) je menší přírodní chráněné území na území České republiky. V přírodní rezervaci jsou soustředěny přírodní hodnoty se zastoupením ekosystémů typických a významných pro danou geografickou oblast.
Obdobná území s národním či mezinárodním významem se vyhlašují za národní přírodní rezervace.
Přírodní rezervace by měly být vyhlašovány primárně pro ochranu menších území, v nichž jde o ochranu vzácného a regionálně významného biotopu (např. rašeliniště), případně o ochranu většího počtu vzácných druhů rostlin nebo živočichů. Některá území, která by logicky patřila do této kategorie, byla ovšem vyhlášena jako přírodní památka, proto se rozdíly mezi těmito dvěma kategoriemi často stírají.
Přírodní rezervaci vyhlašují vyhláškou krajské úřady, správa chráněné krajinné oblasti, správa národního parku nebo statutární město. Základní ochranné podmínky jsou definovány v paragrafech 33 a 34 zákona o ochraně přírody a krajiny (114/1992 Sb.) a mohou být dále upřesněny zřizovacím předpisem. Přírodní rezervace zavedl zákon z roku 1992 jako náhradu chráněných nalezišť a dalších typů chráněných území definovaných původním zákonem z roku 1956.
Status přírodní rezervace mělo na konci roku 2017 810 území o celkové rozloze 42 929 ha, což zabírá asi 0,54 % území republiky.
V roce 2004 to bylo 806 území.